# Seloncourt
Seloncourt és un municipi francès situat al departament del Doubs i a la regió de Borgonya - Franc Comtat. L'any 2007 tenia 5.922 habitants.

## Demografia

### Població
El 2007 la població de fet de Seloncourt era de 5.922 persones. Hi havia 2.477 famílies de les quals 742 eren unipersonals (367 homes vivint sols i 375 dones vivint soles), 792 parelles sense fills, 763 parelles amb fills i 180 famílies monoparentals amb fills.
La població ha evolucionat segons el següent gràfic:
Habitants censats

### Habitatges
El 2007 hi havia 2.705 habitatges, 2.529 eren l'habitatge principal de la família, 19 eren segones residències i 156 estaven desocupats. 1.655 eren cases i 1.045 eren apartaments. Dels 2.529 habitatges principals, 1.791 estaven ocupats pels seus propietaris, 696 estaven llogats i ocupats pels llogaters i 42 estaven cedits a títol gratuït; 16 tenien una cambra, 201 en tenien dues, 478 en tenien tres, 647 en tenien quatre i 1.187 en tenien cinc o més. 2.031 habitatges disposaven pel capbaix d'una plaça de pàrquing. A 1.190 habitatges hi havia un automòbil i a 1.073 n'hi havia dos o més.

### Piràmide de població
La piràmide de població per edats i sexe el 2009 era:
| Homes | Edats   | Dones |
| ----- | ------- | ----- |
| 0     | 95 o +  | 4     |
| 8     | 90 a 94 | 40    |
| 28    | 85 a 89 | 60    |
| 20    | 80 a 84 | 44    |
| 60    | 75 a 79 | 108   |
| 120   | 70 a 74 | 108   |
| 136   | 65 a 69 | 148   |
| 176   | 60 a 64 | 184   |
| 116   | 55 a 59 | 160   |
| 272   | 50 a 54 | 188   |
| 236   | 45 a 49 | 260   |
| 256   | 40 a 44 | 236   |
| 216   | 35 a 39 | 224   |
| 204   | 30 a 34 | 212   |
| 184   | 25 a 29 | 144   |
| 140   | 20 a 24 | 104   |
| 180   | 15 a 19 | 200   |
| 228   | 10 a 14 | 204   |
| 200   | 5 a 9   | 144   |
| 104   | 0 a 4   | 112   |

## Economia
El 2007 la població en edat de treballar era de 3.933 persones, 2.898 eren actives i 1.035 eren inactives. De les 2.898 persones actives 2.626 estaven ocupades (1.412 homes i 1.214 dones) i 272 estaven aturades (131 homes i 141 dones). De les 1.035 persones inactives 386 estaven jubilades, 324 estaven estudiant i 325 estaven classificades com a «altres inactius».

### Ingressos
El 2009 a Seloncourt hi havia 2.667 unitats fiscals que integraven 6.040,5 persones, la mediana anual d'ingressos fiscals per persona era de 19.545 €.

### Activitats econòmiques
Dels 182 establiments que hi havia el 2007, 1 era d'una empresa extractiva, 4 d'empreses alimentàries, 2 d'empreses de fabricació de material elèctric, 13 d'empreses de fabricació d'altres productes industrials, 21 d'empreses de construcció, 33 d'empreses de comerç i reparació d'automòbils, 5 d'empreses de transport, 13 d'empreses d'hostatgeria i restauració, 2 d'empreses d'informació i comunicació, 12 d'empreses financeres, 11 d'empreses immobiliàries, 15 d'empreses de serveis, 27 d'entitats de l'administració pública i 23 d'empreses classificades com a «altres activitats de serveis».
Dels 51 establiments de servei als particulars que hi havia el 2009, 1 era una oficina de correu, 6 oficines bancàries, 6 tallers de reparació d'automòbils i de material agrícola, 5 paletes, 3 guixaires pintors, 5 fusteries, 3 lampisteries, 2 electricistes, 9 perruqueries, 5 restaurants, 2 agències immobiliàries, 1 tintoreria i 3 salons de bellesa.
Dels 13 establiments comercials que hi havia el 2009, 1 era un hipermercat, 1 una gran superfície de material de bricolatge, 4 fleques, 2 carnisseries, 1 una peixateria, 2 botigues de roba, 1 una botiga de material de revestiment de parets i terra i 1 una joieria.
L'any 2000 a Seloncourt hi havia 4 explotacions agrícoles.

## Equipaments sanitaris i escolars
El 2009 hi havia 1 centre de salut i 2 farmàcies.
El 2009 hi havia 1 escola maternal i 3 escoles elementals. A Seloncourt hi havia 1 col·legi d'educació secundària i 1 liceu tecnològic. Als col·legis d'educació secundària hi havia 314 alumnes i als liceus tecnològics 14.

## Poblacions més properes
El següent diagrama mostra les poblacions més properes.